# Янь Ґе
Ян Ґе (кит.: 颜歌, піньїнь: Yán Gē, народилася 1984 року) — псевдонім китайської письменниці Дай Юєсін (кит.: 戴月行, піньїнь: Dài Yuèxíng).

## Життя і кар'єра
Ян Ґе, уроджена Дай Юєсін, народилася у грудні 1984 року в районі Пісянь міста Ченду. Писати почала в десять років, а її першу книгу опублікували, коли їй було 17.
Ян отримала ступінь доктора філософії з порівняльного літературознавства в Сичуаньському університеті та є головою Асоціації молодих письменників Китаю. Її тексти містять значну частину її рідної сичуанської мови, а не стандартної китайської. Журнал Народна література (Renmin Wenxue 人民文学 >) нещодавно обрав її — у списку, що нагадує «20 до 40» The New Yorker — однією з двадцяти майбутніх майстринь літератури Китаю. У 2012 році вона була обрана найкращою новою письменницею за версією престижної медіа-премії китайської літератури (华语文学传媒大奖 最佳新人奖). 2011 року вона отримала посаду запрошеної вченої в Університеті Дьюка. Ян була запрошеною письменницею на Crossing Border Festival у Гаазі в листопаді 2012 року, і відтоді виступала на численних літературних фестивалях по всій Європі. З 2015 року вона живе в Дубліні зі своїм чоловіком Деніелом та їхньою дитиною.
Крім мандаринської та сичуанської Ян пише англійською мовою. Її перша книга англійською мовою — збірка оповідань «Деінде: історії» (Elsewhere: stories) 2023 року. Рецензент Челсі Леу написала
Англомовний дебютний твір Ян Ґе присвячений мові, її невдачам, її зв'язку з людськими емоціями та сирою реальністю - «їжею» - життя. ... Ці історії окреслюють відстань між головою та кишечником - те, як мова може бути нездатною передати найглибші, найбільш вісцеральні факти життя».
Рецензентка Сіндя Бхану написала, що оповідання «досліджують силу мови в китайській діаспорі або об'єднувати людей, або роз'єднувати їх».

## Нагороди
- 2003 — китайська літературна медіа премія[10].
- 2002 — 1-ша премія, Конкурс авторів нових концепцій.[10]
- 2001 — Літературна школа Лу Сіня Асоціації китайських письменників визнана однією із 10 найкращих молодих письменників та письменниць Китаю.

## Публікації
- 五月女王 «Травнева королева», 2008 — роман
- 钟腻哥 «Пестунчик Чжун» — оповідання (переклад на англійську — Нікі Гарман)[11]
- 白马 «Білий Кінь» — новела (переклад на англійську — Нікі Гарман)[12]
- 照妖镜 «Дзеркало, що відбиває демона» — новелла[13]
- 平乐镇伤心故事集 «Сумні історії містечка Пінле» (5 оповідань, серед яких «Білий кінь» та «Дзеркало, що відбиває демона»).[14]
- 我们家 «Наша сім'я», 2013.
  - Англійський переклад: «Клан пасти з бобів чилі», переклад Нікі Харман, Balestier Press, 2018; також німецькі та французькі видання.[15]
- 异兽志 «Запис про дивних звірів», 2006.
  - Переклад англійською мовою: «Дивні звірі Китаю», переклад Джеремі Тіанга, Melville House Publishing, 2021 р.[16]
- «Деінде: історії», 2023 — оповідання. Scribner (США) та Faber (Велика Британія) ISBN 978-1-9821-9848-0 (опубліковано англійською мовою)